# Arquebisbat de Vàrmia

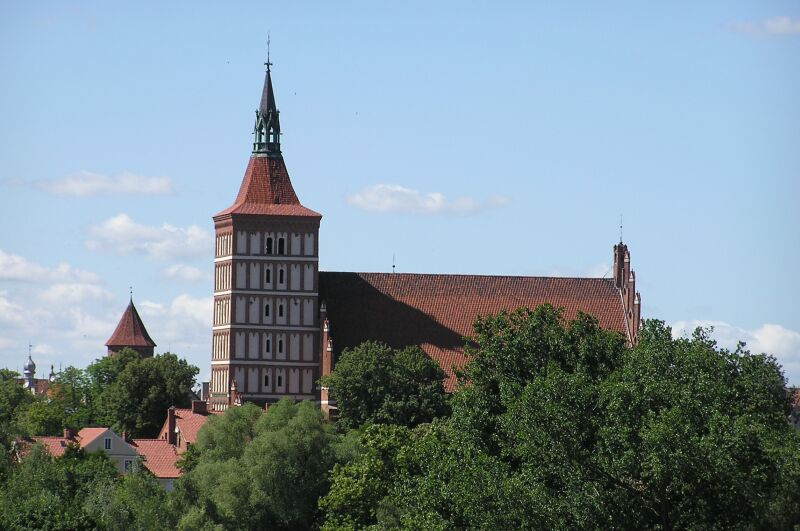
la cocatedral de Sant Jaume a Olsztyn

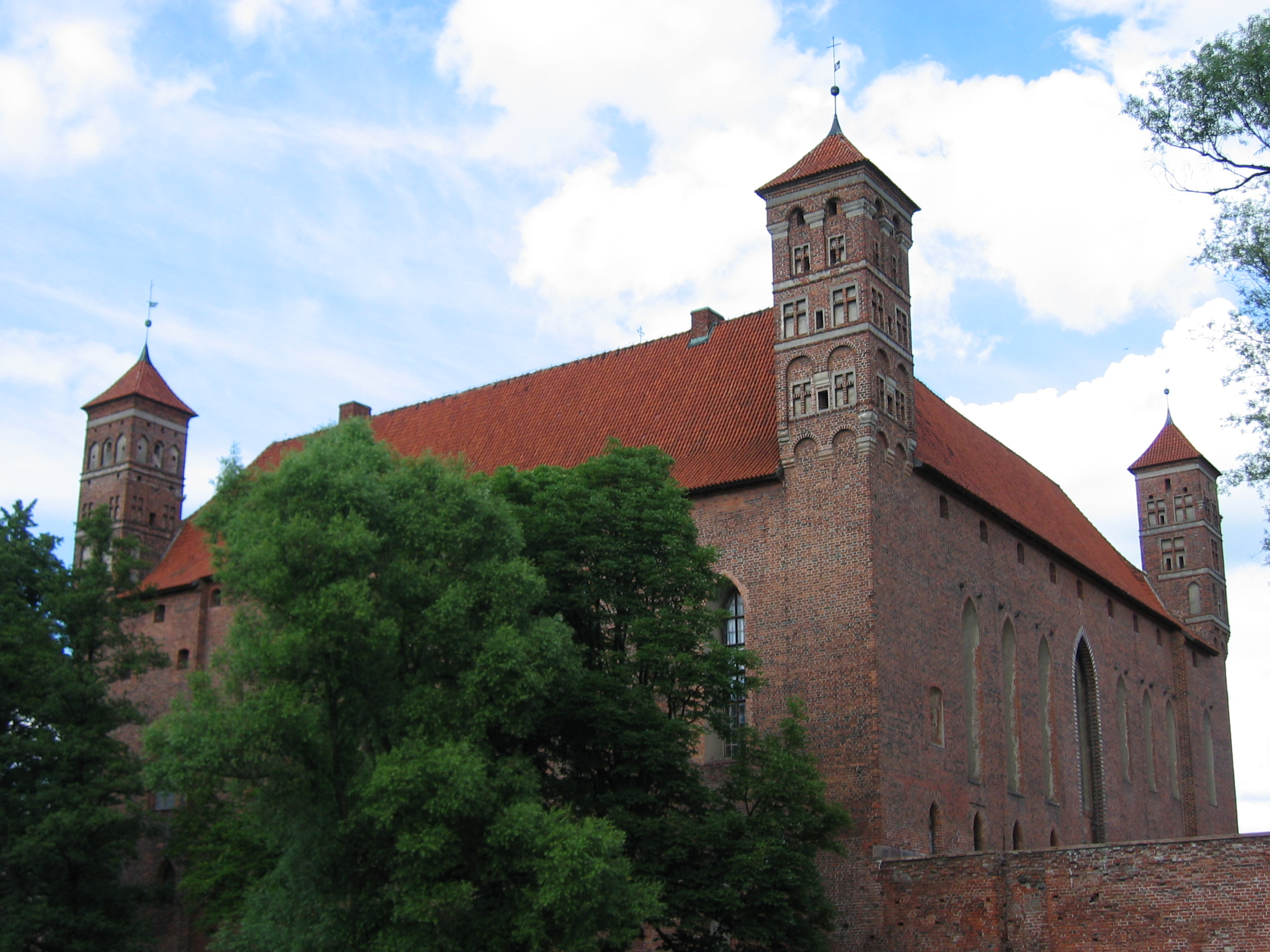
Castell episcopal a Lidzbark Warmiński, seu de la diòcesi entre 1350 i 1795

L'arquebisbat de Vàrmia (polonès: Archidiecezja warmińska, llatí: Archidioecesis Varmiensis) és una seu metropolitana de l'Església Catòlica a Polònia. Al 2010 tenia 693.000 batejats sobre una població de 710.000 habitants. Actualment està regida per l'arquebisbe Józef Górzyński.

## Territori
La diòcesi comprèn la regió de Vàrmia, al voivodat de Vàrmia i Masúria.
La seu episcopal és la ciutat d'Olsztyn, on es troba la cocatedral de Sant Jaume. A Frombork es troba la catedral de l'Assumpció de Maria Verge i Sant Andreu.
El territori s'estén 12.000 km² sobre i està dividit en 33 deganats 258 parròquies.

## Història
La diòcesi de Vàrmia va ser erigida el 24 de juliol de 1243 pel legat papal Guillem de Mòdena. La primera seu de la diòcesi va ser Braniewo. Des del 1254 va ser la seu sufragània de l'arxidiòcesi de Riga.
En 1341 la seu episcopal va ser transferida a Orneta, on va romandre fins al 1350, quan va ser traslladada de nou a Lidzbark Warmiński.
El 1457 Enea Silvio Piccolomini va ser nomenat administrador apostòlic de la diòcesi de Warmia, abans de ser elegit papa amb el nom de Pius II.
En l'època de la reforma protestant el territori de Warmia era al regne de Polònia, envoltat gairebé per complet dels territoris de l'Orde Teutònic traspassats al Ducat, més tard el Regne de Prússia. Es va convertir, per tant, gairebé una illa catòlica de parla alemanya en terres de majoria absoluta luterana.
En 1795 la seu es va traslladar a Frombork.
El 16 de juliol de 1821, a causa de la butlla De salute animarum del Papa Pius VII va esdevenir una diòcesi immediatament subjecta a la Santa Seu; també va expandir el seu territori amb cinc deganats retirats de la diòcesi de Kulm.
El 4 d'abril de 1926 va donar una part del seu territori en benefici de l'erecció de la prelatura territorial de Klaipeda, constistuïda a la part de Prússia Oriental que després de la Primera Guerra Mundial s'havia convertit en part de la nova República de Lituània.
El 13 de d'agost de 1930, en virtut de la butlla Pastoralis officii nostri del Papa Pius XI es va convertir en part de la província eclesiàstica de Breslau. .
Després de 1945 els alemanys que vivien a la diòcesi van ser traslladats a l'Alemanya Occidental i, entre ells molts canonges que es van reunir a Werl, una ciutat de Renània del Nord-Westfàlia. Els emigrants alemanys tenien el seu propi vicari capitular fins al 1972. Mentrestant, al país d'origen del govern de la diòcesi va ser encomanada a altres o per vicaris apostòlics capitulars administradors.
En aquesta situació anòmala que es pretengué posar remei el 28 de juny de 1972 amb la butlla Episcoporum Poloniae coetus del Papa Pau VI, que concedí als immigrants alemanys un visitador apostòlic i un bisbe a la terra natal.
El 25 de març de 1992, arran de la reorganització de les diòcesis poloneses encarregada pel Papa Joan Pau II amb la butlla Totus tuus Poloniae populus, cedí porcions del seu territori a benefici de l'erecció de les diòcesis d'Elbląg i d'Ełk, i al mateix temps va ser elevada a rang d'arxidiòcesi metropolitana.

## Cronologia episcopal
- Anzelm, O.T. † (6 d'octubre de 1250 - 1278 mort)
- Henryk Fleming † (21 de març de 1279 - 15 de juliol de 1300 mort)
- Eberhard z Nysy † (6 d'octubre de 1301 - 25 de maig de 1326 mort)
- Jordan † (12 d'agost de 1327 - prima del 26 de novembre de 1328 mort)
- Henryk Wogenap † (30 d'octubre de 1329 - 9 d'abril de 1334 mort)
  - Sede vacante (1334-1337)
- Herman z Pragi † (4 de desembre de 1337 - 31 de desembre de 1349 mort)
- Jan z Miśni † (29 d'abril de 1350 - 30 de juliol de 1355 mort)
- Jan Stryprock † (17 de novembre de 1355 - 1 de setembre de 1373 mort)
- Henryk Sorbom † (5 de setembre de 1373 - 12 de gener de 1401 mort)
- Henryk Vogelsang † (29 de març de 1401 - 4 de juny de 1415 mort)
- Jan Abezier † (1 de desembre de 1417 - 11 de febrer de 1424 mort)
- Franciszek Kuhschmalz † (14 d'abril de 1424 - 10 de juny de 1457 mort)
  - Enea Silvio Piccolomini † (12 d'agost de 1457 - 19 d'agost de 1458 elegit papa amb el nom de Pius II) (administrador apostòlic)
  - Paweł Legendorf † (14 d'octubre de 1458 - 1461 nomenat bisbe) (administrador apostòlic)
- Paweł Legendorf † (1461 - 23 de juliol de 1467 mort)
- Mikołaj Tungen † (4 de novembre de 1468 - 14 de febrer de 1489 mort)
- Łukasz Watzenrode † (18 de maig de 1489 - 29 de març de 1512 mort)
- Fabian Luzjański † (27 d'agost de 1512 - 30 de gener de 1523 mort)
- Maurycy Ferber † (17 de juliol de 1523 - 1 de juliol de 1537 mort)
- Jan Dantyszek † (11 de gener de 1538 - 27 d'octubre de 1548 mort)
- Tiedeman Giese † (20 de maig de 1549 - 23 d'octubre de 1550 mort)
- Stanisław Hozjusz † (11 de maig de 1551 - 5 d'agost de 1579 mort)
- Marcin Kromer † (5 d'agost de 1579 - 23 de març de 1589 mort)
- Andrzej Batory † (23 de març de 1589 - 3 de novembre de 1599 mort)
- Piotr Tylicki † (9 d'octubre de 1600 - 14 de juny de 1604 nomenat bisbe de Cuiavia)
- Szymon Rudnicki † (12 de gener de 1605 - 4 de juliol de 1621 mort)
- Jan Olbracht Waza, S.J. † (21 d'octubre de 1621 - 20 de novembre de 1632 nomenat bisbe de Cracòvia)
- Mikołaj Szyszkowski † (8 de març de 1633 - 7 de febrer de 1643 mort)
- Jan Karol Konopacki † (5 d'octubre de 1643 - 23 de desembre de 1643 mort)
- Wacław Leszczyński † (12 de desembre de 1644 - 27 de gener de 1659 nomenat arquebisbe de Gniesen)
- Jan Stefan Wydżga † (10 de novembre de 1659 - 17 de juliol de 1679 nomenat arquebisbe de Gniesen)
- Augustyn Michał Stefan Radziejowski † (23 de setembre de 1680 - 17 de maig de 1688 nomenat arquebisbe de Gniesen)
- Jan Stanisław Zbąski † (6 de desembre de 1688 - 21 de maig de 1697 mort)
- Andrzej Chryzostom Załuski † (18 de maig de 1699 - 1 de maig de 1711 mort)
- Teodor Andrzej Potocki † (1 de juny de 1712 - 22 de novembre de 1723 nomenat arquebisbe de Gniesen)
- Krzysztof Andrzej Jan Szembek † (11 de setembre de 1724 - 16 de març de 1740 mort)
- Adam Stanisław Grabowski † (18 de setembre de 1741 - 15 de desembre de 1766 mort)
- Ignacy Błażej Franciszek Krasicki † (15 de desembre de 1766 - 18 de desembre de 1795 nomenat arquebisbe de Gniesen)
- Johann Karl von Hohenzollern-Hechingen † (18 de desembre de 1795 - 11 d'agost de 1803 mort)
  - Sede vacante (1803-1817)
- Joseph Prinz von Hohenzollern-Hechingen † (14 d'abril de 1817 - 26 de setembre de 1836 mort)
- Andreas Stanislaus von Hattynski (Hatten) † (2 d'octubre de 1837 - 3 de gener de 1841 mort)
- Joseph Ambrosius Geritz † (27 de gener de 1842 - 16 d'agost de 1867 mort)
- Philipp Krementz † (20 de desembre de 1867 - 30 de juliol de 1885 nomenat arquebisbe de Colònia)
- Andreas Thiel † (12 de febrer de 1886 - 17 de juliol de 1908 mort)
- Augustinus Bludau † (12 d'abril de 1909 - 9 de febrer de 1930 mort)
- Maximilian Josef Johannes Kaller † (23 de juliol de 1930 - 7 de juliol de 1947 mort)
  - Jan Hanowski † (28 de juliol de 1945 - 15 d'agost de 1945) (vicari capitular)
  - Teodor Bensch † (15 d'agost de 1945 - 26 de gener de 1951)[2] (administrador apostòlic)
  - Wojciech Zink † (1 d'agost de 1951 - 2 d'octubre de 1953) (vicari general des del primat, des del febrer de 1952 vicari capitular)
  - Stefan Biskupski † (3 d'octubre de 1953 - 28 de novembre de 1956) (vicari capitular)
  - Tomasz Wilczyński † (1 de desembre de 1956 - 5 d'agost de 1965 mort) (bisbe de Olsztyn)
  - Józef Drzazga † (1965 - 28 de juny de 1972 nomenat bisbe) (vicari capitular, des del 1967 administrador apostòlic)
- Józef Drzazga † (28 de juny de 1972 - 12 de setembre de 1978 mort)
- Józef Glemp † (4 de març de 1979 - 7 de juliol de 1981 nomenat arquebisbe de Gniesen i de Varsòvia)
- Jan Władysław Oblak † (13 d'abril de 1982 - 22 d'octubre de 1988 jubilat)
- Edmund Michał Piszcz (22 d'octubre de 1988 - 30 de maig de 2006 jubilat)
- Wojciech Ziemba (30 de maig de 2006 - 15 d'octubre de 2016 jubilat)
- Józef Górzyński, des del 15 d'octubre de 2016

### Vicaris capitolars i visitadors apostòlics residents a Alemanya
- Artur Kather † (11 de juliol de 1947 - 25 de juliol de 1957 mort) (vicari capitular)
- Paul Werner Hoppe † (vicari capitular dal 29 de juliol de 1957, dal 28 de juny de 1972 visitador apostòlic - 11 de març de 1975 renuncià)
- Johannes Schwalke † (11 de març de 1975 - de març de 2000 renuncià) (visitador apostòlic)
- Lothar Schlegel, dal de març de 2000 (visitatore apostolico)

## Estadístiques
A finals del 2010, la diòcesi tenia 693.000 batejats sobre una població de 710.000, equivalent al 97,6% del total.
| any  | població  | població  | població | sacerdots | sacerdots       | sacerdots       | sacerdots             | diaques | religiosos | religiosos | parròquies |
| ---- | --------- | --------- | -------- | --------- | --------------- | --------------- | --------------------- | ------- | ---------- | ---------- | ---------- |
| any  | batejats  | total     | %        | total     | clergat secular | clergat regular | batejats por sacerdot | diaques | homes      | dones      |            |
| 1950 | 671.896   | 736.803   | 91,2     | 233       | 171             | 62              | 2.883                 |         | 42         | 287        | 214        |
| 1970 | 1.150.000 | 1.253.000 | 91,8     | 595       | 422             | 173             | 1.932                 |         | 228        | 398        | 291        |
| 1980 | 1.270.000 | 1.345.000 | 94,4     | 620       | 440             | 180             | 2.048                 |         | 350        | 386        | 246        |
| 1990 | 1.356.000 | 1.436.000 | 94,4     | 752       | 558             | 194             | 1.803                 |         | 312        | 430        | 367        |
| 1999 | 705.000   | 733.000   | 96,2     | 480       | 375             | 105             | 1.468                 |         | 186        | 244        | 247        |
| 2000 | 697.000   | 725.000   | 96,1     | 494       | 380             | 114             | 1.410                 |         | 199        | 244        | 249        |
| 2001 | 702.000   | 730.000   | 96,2     | 494       | 383             | 111             | 1.421                 |         | 199        | 233        | 252        |
| 2002 | 703.000   | 731.500   | 96,1     | 498       | 381             | 117             | 1.411                 |         | 205        | 231        | 253        |
| 2003 | 708.000   | 736.000   | 96,2     | 501       | 386             | 115             | 1.413                 |         | 209        | 238        | 253        |
| 2004 | 693.000   | 710.000   | 97,6     | 514       | 385             | 129             | 1.348                 |         | 226        | 242        | 254        |
| 2010 | 693.000   | 710.000   | 97,6     | 490       | 388             | 102             | 1.414                 |         | 145        | 248        | 258        |